# 산청 단속사지 서 삼층석탑
산청 단속사지 서 삼층석탑(山淸 斷俗寺址 西 三層石塔)은 대한민국 경상남도 산청군 단성면 단속사지에 있는 남북국 시대 신라의 삼층석탑이다. 1963년 1월 21일 대한민국의 보물 제73호로 지정되었다.

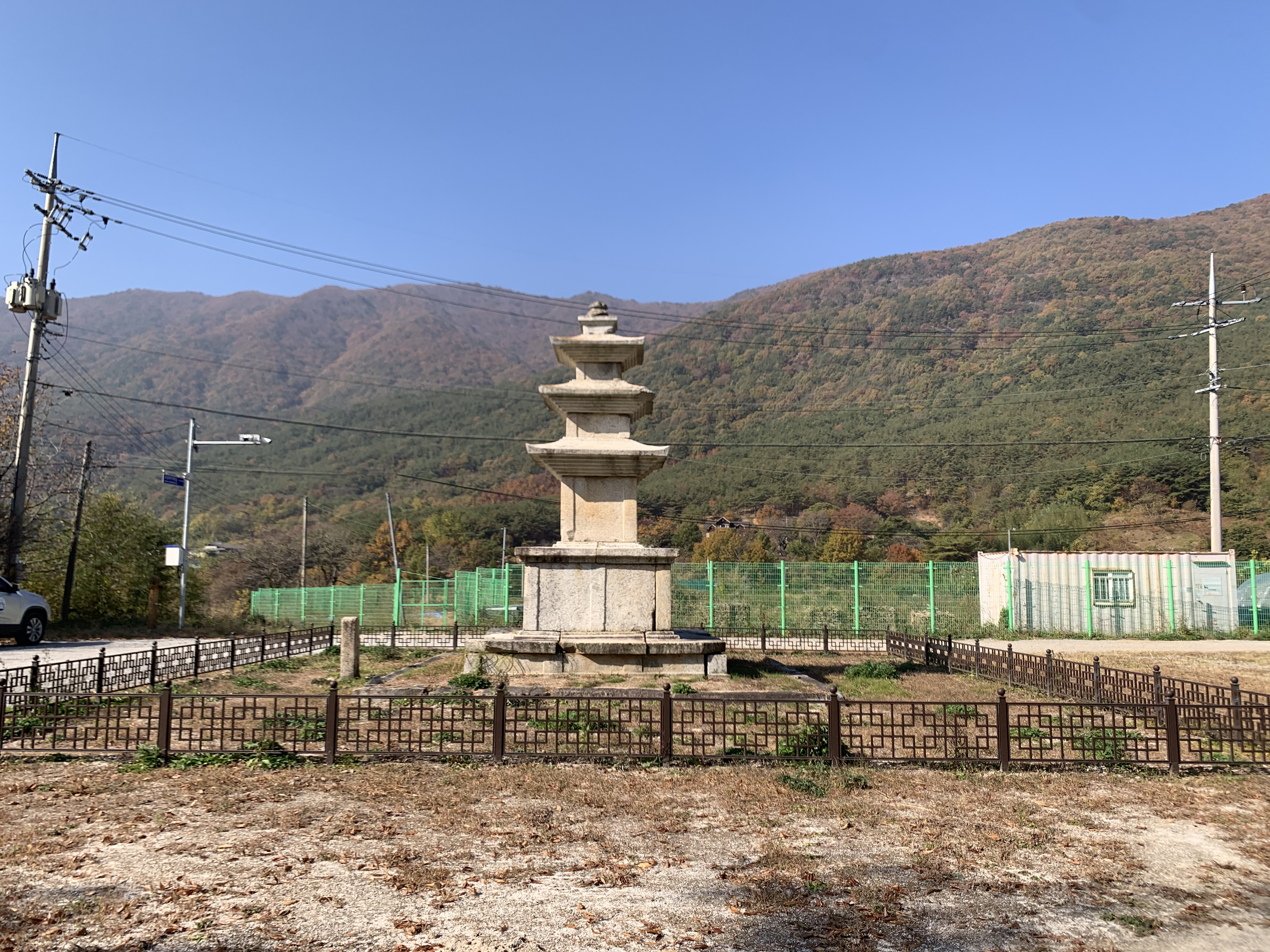
20221118_단속사지02

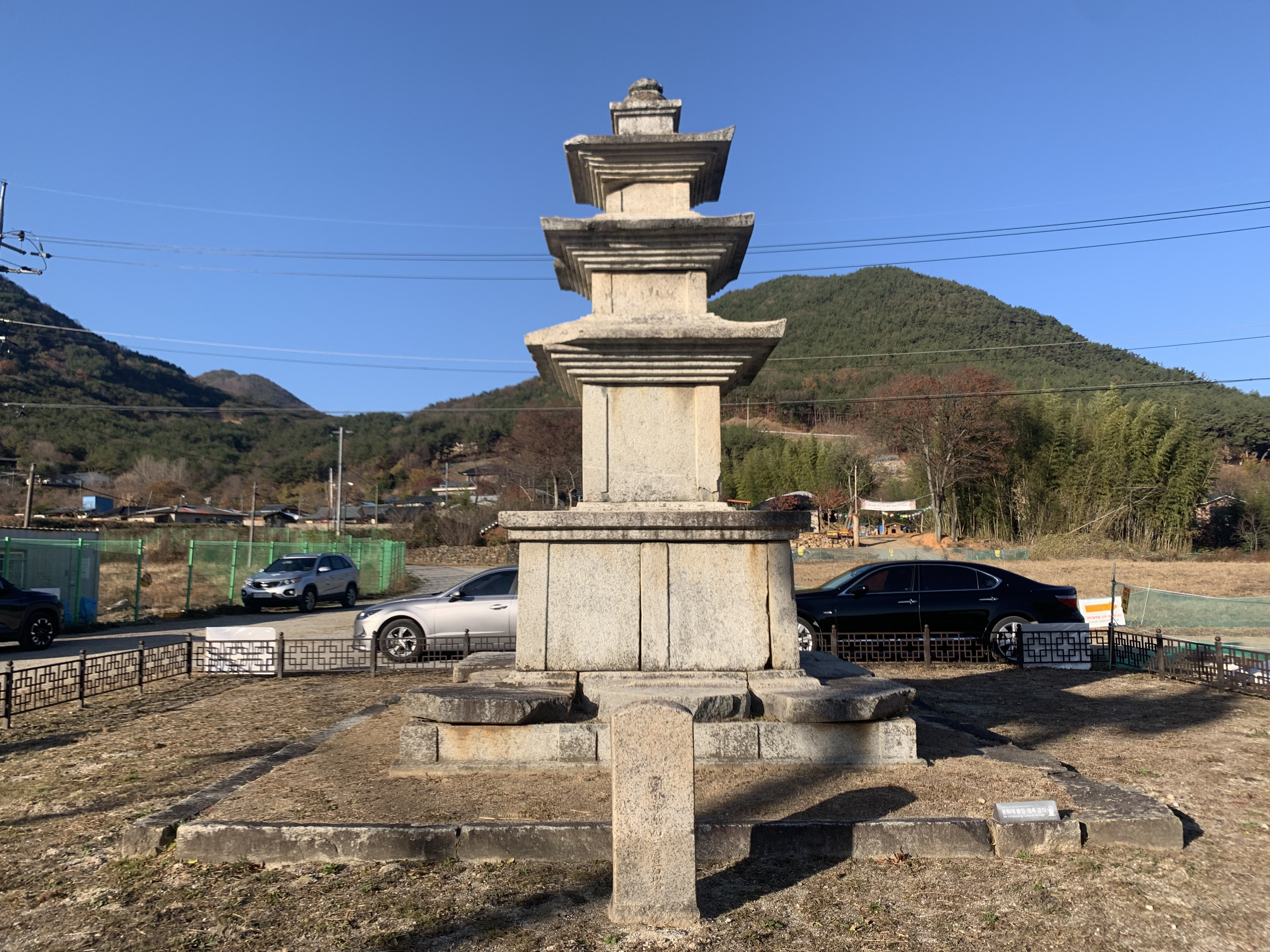
20221124 단속사지 서 삼층석탑

## 개요
단속사 터의 금당터 앞에는 동서로 두 탑이 서 있는데 그 중 서쪽에 세워진 것이 이 탑이다. 2단의 기단(基壇)에 3층의 탑신(塔身)을 올린 통일신라시대의 전형적인 모습이나, 동탑에 비하여 많이 부서지고 안에 봉안된 사리함이 도난당하는 등 많은 수난을 겪었다.
기단에는 각 면의 모서리에 기둥 모양의 조각을 두었는데, 아랫단은 가운데에 2개씩을 두고 윗단은 1개씩 두었다. 탑신의 지붕돌은 처마를 직선으로 처리하였으며, 밋밋한 경사가 흐르는 윗면은 네 귀퉁이에서 하늘을 향해 살짝 들어 올렸다.
지붕돌을 경쾌하게 처리한 점이나, 탑의 윗부분으로 갈수록 크기가 알맞게 줄어드는 수법에서 통일신라 석탑의 전형을 계승하고 있는 것을 볼 수 있다. 아랫기단의 너비가 넓어지고 4면에 새긴 가운데기둥의 수가 아랫기단은 2개, 윗기단은 1개로 줄어든 점으로 보아 통일신라 후기의 수법을 잘 보여주는 작품이라 하겠다.

## 같이 보기
- 단속사지
- 삼층석탑

## 참고 자료
- 산청 단속사지 서 삼층석탑 - 국가유산청 국가유산포털